# Michael R. Miller
Michael R. Miller – amerykański montażysta filmowy, laureat nominacji do nagrody Daytime Emmy. Był czołowym montażystą w latach dziewięćdziesiątych XX wieku.

## Filmografia
- The Six Wives of Henry Lefay (2009)
- Motherhood (2009)
- Farsa pingwinów (Farce of the Penguins, 2007)
- Slipstream (2007)
- Niespełnione pragnienia (The OH in Ohio, 2006)
- Soul Plane: Wysokie loty (Soul Plane, 2004)
- Czarny rycerz (Black Knight, 2001)
- Ghost World (2001)
- Bezwiedne figle – O czym się nie mówi (Skipped Parts, 2000)
- Dar z nieba (Picking Up the Pieces, 2000)
- Stygmaty (Stigmata, 1999)
- Anakonda (Anaconda, 1997)
- Pan Magoo (Mr. Magoo, 1997)
- Chłopaki na bok (Boys on the Side, 1995)
- Dzieci swinga (Swing Kids, 1993)
- Uzdrowiciel z tropików (Medicine Man, 1992)
- Zawód pan młody (The Marrying Man, 1991)
- Ścieżka strachu (Miller's Crossing, 1990)
- Dorwę Cię, krwiopijco (I'm Gonna Git You Sucka, 1988)
- Arizona Junior (Raising Arizona, 1987)
- A Marriage (1985)
- Split Cherry Tree (1982)